# Leptosciarella scutellata
Leptosciarella scutellata är en tvåvingeart som först beskrevs av Rasmus Carl Staeger 1840.  Leptosciarella scutellata ingår i släktet Leptosciarella och familjen sorgmyggor.
Artens utbredningsområde är Danmark. Arten är reproducerande i Sverige. Inga underarter finns listade i Catalogue of Life.